# Fedia Fiłkowa
Fedia Fiłkowa (bułg. Федя Филкова, ur. 10 marca 1950 w Jabłanicy) – bułgarska poetka i tłumaczka.

## Życiorys
W 1972 roku Fedia Fiłkowa ukończyła filologię niemiecką Uniwersytetu Sofijskiego. Wyszła za mąż za poetę Nikołaja Kynczewa. Pracowała jako tłumacz dla wydawnictwa Sofia-Press i redaktor czasopisma „ABV” oraz wydawnictwa Narodna kultura. Prowadziła również wykłady w ramach Instytutu Filologii Niemieckiej na Uniwersytecie Sofijskim. Później została attaché kulturalnym w Wiedniu, pracowała także w zespole ds. stosunków zagranicznych w kancelarii prezydenta Petra Stojanowa.
Fiłkowa zadebiutowała w 1982 roku tomikiem Цветя с очите на жени. Jej kolejne publikacje książkowe to Нежен въздух (1988) i Рисунки в мрака (1990). Poezję Fiłkowej cechuje subtelność i zwięzłość, wiele wierszy jest dedykowanych austriackim, bułgarskim, niemieckim i rosyjskim pisarkom.
Fiłkowa jest autorką przekładów z niemieckiego, w tym prac Ingeborg Bachmann, Christy Wolf oraz Ilse Aichinger. W 1995 roku otrzymała Austriacką Nagrodę Państwową za przekład literatury austriackiej.
W 2017 roku Fiłkowa znalazła się wśród dwunastu poetów i poetek różnych narodowości, których wiersze zostały wystawione w sofijskim metrze w ramach drugiej edycji projektu „Poezja w metrze”, zainicjowanej przez Instytut Polski w Sofii.